# マンディビーブルー
マンディビーブルー（MANDY B.BLUE (AMANDA ANNA ASENSI BARBERA) 、1993年12月16日 – ）は、スペインの俳優、歌手。アリカンテ出身。

## 人物
歌手、声優、モデルとして活動しているスペイン人。2013年に歌と演技のレッスンを開始。2014年にはモデルの活動を始める。地元スペインで開催されたアニメソングコンテスト2014ではファイナリストとなり、その翌年には優勝。日本で開催されるHAF2016への参加権を勝ち取る。2016年、HAF RECORDSより初のCDをリリースし、スペインでのテレビ、ラジオ、新聞など複数のメディアに彼女が登場した。日本のロック、J-POPを愛しており、日本語学校に通うなど、夢の実現のために精力的に活動中。まっすぐでロックな歌声で確実にファンを増やしている。
現在、タレントとして仕事をし、歌手になる夢に近づくため、同時にLAPiSLAZULI EFFECTのボーカルとして歌詞とメロディーラインを担当。スペインと日本の文化を繋ぐ音楽を夢見ている。 

## 出演

### テレビ・配信番組

#### バラエティ
- SONGS OF TOKYO （2018年・2019年、NHK）
- アメージパング （2019年、TBS）

#### 教養番組
- しあわせ気分のスペイン語 （2024年、NHK）

#### ドラマ
- Followers （2020年、Netflix）
- 1番だけが知っている　ソフィ役（2019年、TBS）
- 特捜X （2018年5月〜、テレビ朝日、レギュラー）

### CM
- アシックス (2020年)
- Shizuoka観光PV（2020年）
- ダイハツ工業 (2019年)
- Kao (2019年)
- ロゼッタ・ストーン（2019年）